# Championnat de France de football américain 1994
Navigation
Saison 1993 Saison 1995
La saison 1994 du casque d'or est la 13e saison du championnat de France de football américain 1re division qui voit le sacre des Castors-Sphinx du Plessis-Robinson.

## Classements
| Qualifié pour les séries éliminatoires |

| Relégué en D2 |

| Club                      | Vic. | Nuls | Déf. | Pts | Pts pour | Pts contre |
| ------------------------- | ---- | ---- | ---- | --- | -------- | ---------- |
| Argonautes d'Aix          | 6    | 0    | 1    | 19  | 273      | 98         |
| Castors-Sphinx du Plessis | 2    | 1    | 0    | 8   | 57       | 33         |
| Fighters de Croissy       | 2    | 0    | 2    | 8   | 77       | 108        |
| Flash de la Courneuve     | 4    | 1    | 2    | 16  | 201      | 123        |
| Centaures de Grenoble     | 1    | 0    | 6    | 9   | 119      | 243        |
| Team Paris                | 0    | 0    | 4    | 4   | 44       | 166        |

| Club                 | Vic. | Nuls | Déf. | Pts | Pts pour | Pts contre |
| -------------------- | ---- | ---- | ---- | --- | -------- | ---------- |
| Météores de Fontenay | 2    | 0    | 1    | 7   | 88       | 26         |
| Tigres de Nancy      | 2    | 0    | 1    | 7   | 38       | 53         |
| Spartiates d'Amiens  | 2    | 0    | 6    | 12  | 88       | 36         |
| Voyageurs d'Évry     | 1    | 0    | 0    | 3   | 26       | 13         |

| Club                  | Vic. | Nuls | Déf. | Pts | Pts pour | Pts contre |
| --------------------- | ---- | ---- | ---- | --- | -------- | ---------- |
| Caïmans 72 du Mans    | 6    | 0    | 3    | 21  | 183      | 74         |
| Pionniers de Touraine | 2    | 0    | 1    | 7   | 22       | 53         |
| Kangourous de Pessac  | 1    | 0    | 2    | 5   | 32       | 50         |
| Ours de Blagnac       | 0    | 0    | 3    | 3   | 9        | 76         |

## Play-offs

### Quarts de finale
- Fighters 20 - 28 Météores
- Flash 32 - 0 Caïmans
- Argonautes et Castors-Sphinx sont qualifiés d'office pour les ½ finales

### Demi-finales
- Argonautes 58 - 8 Météores
- Castors-Sphinx  ? - ?  Flash

### Finale
- 26 juin 1994 à Évry au Stade Robert-Bodin à Bondoufle :

Castors-Sphinx 28 - 22 Argonautes

## Sources
- (fr) Conf’Ouest
- (fr) Elitefoot
- (fr) Site de Caïmans 72 du Mans